# Mulholland Falls
Mulholland Falls (Brasil: O Preço da Traição / Portugal: Brigada de Elite) é um filme neo noir estadunidense de 1996, dos gêneros acção, thriller e policial, realizado por Lee Tamahori, escrito por Pete Dexter, e estrelado por Nick Nolte, Jennifer Connelly, Chazz Palminteri, Michael Madsen, Chris Penn, Melanie Griffith, Andrew McCarthy, Treat Williams, e John Malkovich.
Nolte interpreta o chefe de um grupo de elite de quatro detetives do Departamento de Polícia de Los Angeles (baseado na vida real "Hat Squad") que são conhecidos por parar em nada para manter o controle de sua jurisdição. Seu trabalho tem a aprovação tácita do chefe de polícia de Los Angeles, papel de Bruce Dern. Um tema semelhante é a base de um filme de 2013, Gangster Squad, em que Nolte também apareceu, e uma minissérie de televisão de 2013, Mob City. A famosa frase de Nick Nolte como Maxwell Hoover a dizer assim: "This isn't America, Jack. This is L.A."
A atuação de Melanie Griffith no filme a fez ganhar o Framboesa de Ouro de pior atriz coadjuvante.

## Sinopse
Los Angeles, 1954. Max Hoover (Nick Nolte), tenente da polícia, é mais temido que o pior gangster de L.A. Quando um sua ex-amante (Jennifer Connelly) é morta, Hoover vê a carreira, casamento e imagem ameaçados e tenta encontrar o assassino. Mas quando mais avança, mais mortos aparecem.

## Elenco
- Nick Nolte — Maxwell Hoover
- Melanie Griffith — Katherine Hoover
- Chazz Palminteri — Ellery Coolidge
- Michael Madsen — Eddie Hall
- Chris Penn — Arthur Relyea
- Treat Williams — coronel Fitzgerald
- Jennifer Connelly — Allison Pond
- Andrew McCarthy — Jimmy Fields
- John Malkovich — general Timms
- Daniel Baldwin — agente do FBI McCafferty
- Kyle Chandler — o capitão
- William L. Petersen — Jack Flynn
- Aaron Neville — Nite Spot Singer
- Rob Lowe — associado de Flynn
- Bruce Dern — chefa da LAPD Bill Parker
- Louise Fletcher — Esther